# Scat Records
Scat Records is een Amerikaans onafhankelijk platenlabel. Het label werd in 1989 opgericht door gitarist Robert Griffin van de rockband Prisonshake. Het label was gevestigd in Cleveland in de staat Ohio maar verhuisde later naar St. Louis in Missouri. Scat heeft werk uitgegeven van Prisonshake zelf en andere bands uit Ohio waaronder Guided by Voices.